# 邯郸银行
邯郸银行前身是在邯郸市城市信用社经2007年10月中国银监会获批筹建的基础上组建的邯郸市商业银行，2010年11月26日，经银监会有关部门批准，邯郸市商业银行更名为邯郸银行。现时有129个营业据点，分布在邯山區、复兴區、丛台區市内三区、峰峰矿区、邯郸县、肥乡县、馆陶县、广平县、磁县、涉县和武安市，以及石家庄市、保定市、邢台市和秦皇岛市，此外亦为武安村镇银行的第一大股东。

## 事件
2024年8月15日，时任邯郸银行董事长郑志瑛在办公室内被捅身亡。有媒体报道称，行凶者为邯郸银行一位被开除的分行行长，作案后当场投案自首。